# 児玉景栄
児玉 景栄（こだま かげひで）は、戦国時代から安土桃山時代にかけての武将。小早川隆景の家臣。父は児玉就方。兄に児玉就英。

## 生涯
天文17年（1548年）、毛利水軍の将を務めた児玉就方の次男として生まれ、小早川隆景に仕える。
天正7年（1579年）12月11日、景栄は美作国宮山城において戦死した。享年32。隆景は井上春忠を使者として景栄の父・就方に書状を送り、景栄の死を悼んだ。景栄の後は子の元房が継いだ。